# Philip van Wilder
Philip van Wilder (* um 1500 in möglicherweise Millam bei Wormhout; † 24. Februar 1554 in London) war ein franko-flämischer Komponist und Lautenist der Renaissance, der in England wirkte.

## Leben und Wirken
Über die Jugendzeit und Ausbildung Philip van Wilders konnte die musikhistorische Forschung noch keine Erkenntnisse gewinnen. Die erste belegte Information über ihn ist die Verlegung seines Wohnsitzes nach London im Jahr 1522, wo er in den städtischen Einwohnerlisten als Phyllyp of Wylde, Frensshman geführt wurde, und zwar im Bereich der Pfarrei St. Olav. Es ist auch belegt, dass er für einen Ausländer und Musiker erhebliche Einkünfte an Geld und Naturalien hatte. Die königlichen Zahllisten der Jahre 1525–1526 vermerken ihn als Philipp Welder, mynstrell mit dem ungewöhnlich hohen Monatsgehalt von 50 Shilling, wobei das Anstellungsdatum am königlichen Hof wegen einer Lücke in den Akten nicht bekannt ist. König Heinrich VIII. gewährte ihm darüber hinaus die Lizenz zum Import von Färberpflanzen aus Toulouse und Wein aus der Gascogne. Eine Liste der Hofmusik-Mitglieder von 1529 führt ihn als „lewter“ mit einem Monatsgehalt von 66 Shilling und 8 Pence, der höchsten Bezahlung für einen Hofmusiker. Im gleichen Jahr wird er als Mitglied der Privy Chamber genannt, einer Personengruppe mit der Aufgabe, den König zu begleiten und musikalisch zu unterhalten. Der Komponist begleitete den König auch auf dessen verschiedenen Reisen innerhalb und außerhalb von England. Eine der bedeutendsten war Ende Oktober 1532 das Treffen zwischen König Heinrich und dem französischen König Franz I. auf dem Feld zwischen Calais und Boulogne, wo die Musiker beider Höfe die königlichen Gefolge unterhielten. Am 18. März 1538 erhielt van Wilder die englische Staatsbürgerschaft, was ihm erlaubte, in England Land zu besitzen. Er unterrichtete die Kinder des Königs im Lautenspiel: Prinzessin Mary von 1537 bis 1543 und Prinz Edward 1546. Im Jahr 1540 erreichte er den Rang eines Gentleman of the Privy Chamber, eine Position mit erheblichem Einfluss.
Im Februar 1537 heiratete er eine Frau namens Frances; am 1. Mai 1538 wurde sein ältester Sohn Henry geboren. Vier weitere Kinder, Edward, William, John und Katherine, überlebten den Komponisten. Henry bekam später die Stelle eines Instrumentalisten in der Hofkapelle.
Im Todesjahr von Heinrich VIII. (1547) amtierte der Komponist als Keeper of the Instruments und war somit Leiter der Instrumentalmusik am königlichen Hof (später master of the King’s music genannt). Auch beim Nachfolger Edward VI. (Regierungszeit 1547–1553) war van Wilder beim Königshof hoch angesehen und hatte ab 1551 die Aufgabe, in ganz England Sängerknaben für die königliche Kapelle anzuwerben. Nach seinem Tod wurde Philip auf der Südseite des Chores seiner Pfarrkirche St. Olav beigesetzt. Dieser Begräbnisplatz war 1733 noch vorhanden, ist inzwischen jedoch verschwunden.
Die Musiker Matthew und Peter van Wilder wirkten ebenfalls am englischen Königshof; sie waren vermutlich mit Philip van Wilder verwandt. Möglicherweise war Mattew van Wilder der Vater von Peter und Philip.

## Bedeutung
Es sind 55 Kompositionen Philip van Wilders in etwa 60 Quellen englischer und kontinentaler Herkunft überliefert; an dieser Quellenlage lässt sich ein deutlicher Einfluss des Komponisten erkennen. Er war der einzige Komponist der frühen englischen Tudor-Zeit, dessen Werke im 16. Jahrhundert auf dem Kontinent erschienen sind. Die Quellen aus dem kontinentalen Europa sind überwiegend Anthologien, die zwischen 1544 und 1598 in Antwerpen, Augsburg, Paris und Löwen gedruckt wurden und meist Text und Musik vollständig wiedergeben, während die Quellen aus England im Allgemeinen textlose Instrumentalbearbeitungen für Laute und Tasteninstrument sind. Die überlieferten Werke van Wilders sind mehrheitlich französische Chansons. Eine seiner sieben überlieferten Motetten existiert als Abschrift aus Padua, und zwei seiner Chansons erschienen zu seinen Lebzeiten in den Niederlanden.
Der musikalische Stil van Wilders gibt sowohl die stilistischen Traditionen der franko-flämischen Musik als auch seiner englischen Wahlheimat wieder. In seinen überlieferten lateinischen Motetten befinden sich solche nach dem Vorbild Josquins mit der Kunst des Kontrapunkts und der kanonischen Stimmführungen, während andere sich an dem Stil der vorreformatorischen geistlichen Musik Englands orientieren. Obwohl der Komponist ein hochgeschätzter Lautenspieler war, ist nur eine Komposition für Laute überliefert, die mit Sicherheit von ihm ist, eine Fantasia aus den Lautenbüchern von Matthew Holmes, und drei weitere Stücke, die mit gewisser Wahrscheinlichkeit auf ihn zurückgehen.

## Werke
Gesamtausgabe: Philip van Wilder. Collected Works, 2 Bände, herausgegeben von Jane A. Bernstein, New York 1991 (= Masters and Monuments of the Renaissance 4)
- Geistliche Vokalwerke (alphabetisch)
  - Motette „Aspice Domine quia facta est“, 1. Komposition, zu fünf Stimmen (2. Teil: „Plorans ploravit“)
  - Anthem „Blessed art thou that fearest God“ zu fünf Stimmen
  - Motette „Homo quidam fecit cenam magnam“ zu sieben Stimmen
  - Motette „Ite missa est“ / „Deo gratias“ zu zwölf Stimmen
  - Motette „Pater noster, qui es in caelis“ zu vier Stimmen
  - Motette „Sancte Deus, sancte fortis“ zu vier Stimmen
  - Motette „Vidi civitatem sanctam“ zu sechs Stimmen
- Chansons (alphabetisch)
  - „Amour me poingt, et si je me veulx plaindre“ zu vier Stimmen
  - „Amour, partez,je vous donne la chasse“ zu fünf Stimmen
  - „Amour me va tout au rebours“ zu fünf Stimmen
  - „Amy, souffrez que je vous ayme“ zu sieben Stimmen
  - „Arousez vo vi, vo vi, vo violette“ zu sechs Stimmen
  - „Cest vester bruten“ [„C’est votre beauté“?] zu fünf Stimmen
  - „De vous servir sur toutes je procure“ zu fünf Stimmen
  - „Du bon du coeur, ma chiere dame“ zu sechs Stimmen
  - „D’ung nouveau dart je suis frapé“ zu fünf Stimmen
  - „Esperants“ [„Esperant d’avoir quelque bien“?] zu fünf Stimmen
  - „Helas, madame, faites luy quelque bien“ zu fünf Stimmen
  - „Je file quand Dieu me donne de quoy“ zu fünf Stimmen
  - „Je me repens d’avoir aymé“ zu fünf Stimmen
  - „Je ne fay rien que requerir“ zu fünf Stimmen
  - „Las que feray“ zu fünf Stimmen
  - „Lombany“ [„L’homme banni de sa plaisance“?] zu fünf Stimmen
  - „Ma bouche rit et ma pensée pleure“ zu fünf Stimmen
  - „Ma povre bourse“ [„a mal au cueur“?] zu vier Stimmen
  - „O dulks regard“ [„O doux regard“?] zu fünf Stimmen
  - „Pour un plaisir qui si peu dure“ zu fünf Stimmen
  - „Pour vous aymer j’ay mis toute me cure“ zu fünf Stimmen
  - „Puisqu’ ainsi est que suis escondit“ zu vier Stimmen
  - „Si de beaucoup je suis aymée“ zu fünf Stimmen
  - „Si vous voules“ zu fünf Stimmen
  - „Un jeune moyne est sorti du couvent“ zu fünf Stimmen
  - „Un jour un moine“ zu fünf Stimmen
  - „Une nonnain refaite et en bon point“ zu fünf Stimmen
  - „Vois commant“ zu fünf Stimmen
- Instrumentalmusik
  - Fantasia con pause e senza pause zu vier Stimmen für Instrumental-Ensemble
  - Fantasia für Laute solo
- Unvollständig überlieferte Werke
  - Motette „Aspice Domine“, 2. Komposition, zu sechs Stimmen (2. Teil: „Plorans ploravit“)
  - Chanson „Du mal que je ay“ zu fünf (?) oder sechs Stimmen
  - Chanson „En despit des envyeulx“ zu sieben Stimmen
  - Niederländisches Chanson „Ik seg adiu“ [„wi twee, wi moten scheiden“?] zu sieben Stimmen
  - Zwei Stimmbücher einer unbetitelten Komposition, „mr phillips“ zugeschrieben
- Zweifelhafte und Philip van Wilder fälschlicherweise zugeschriebene Kompositionen
  - „Ave Maria“ zu vier Stimmen, von Adrian Willaert, aus dessen Musica quatuor vocum […] liber primus, Venedig 1539, als 2. Teil von van Wilders „Pater noster“ zu vier Stimmen
  - „Triste depart m’ avoit mis en douleur“ zu fünf Stimmen, teilweise Nicolas Gombert, teilweise van Wilder zugeschrieben
  - „Madonna somm’ accorto“ zu fünf Stimmen, anonym, mit Sammelzuschrift an Philippe Verdelot, andere Zuschreibung auch an Giacomo Fogliano
  - „Qual’ iniqua mia sorte“ zu fünf Stimmen, teilweise Jacquet de Berchem, teilweise van Wilder zugeschrieben
  - „Philips Song“ für Laute solo, im Braye Lautenbuch (Humphreys 2003)
  - „Dump“ für Laute solo, mit Zuschrift an „phili“
  - „Pavan“ für Laute solo, mit Zuschrift an „phillips“.